# Mathilde Storgaard
Mathilde Storgaard (født 13. Februar 1995 i Køge) er en dansk håndboldspiller som spiller streg for Skanderborg Håndbold.